# Kouznetsov NK-144
Le Kouznetsov NK-144 est un turboréacteur doté d'une postcombustion fabriqué par la société russe Kouznetsov. Il a été utilisé pour propulser les premiers modèles du supersonique Tupolev Tu-144. Mais, son faible rendement a fait qu'il fut remplacé par le turboréacteur Kolesov RD-36-51.